# Isstock

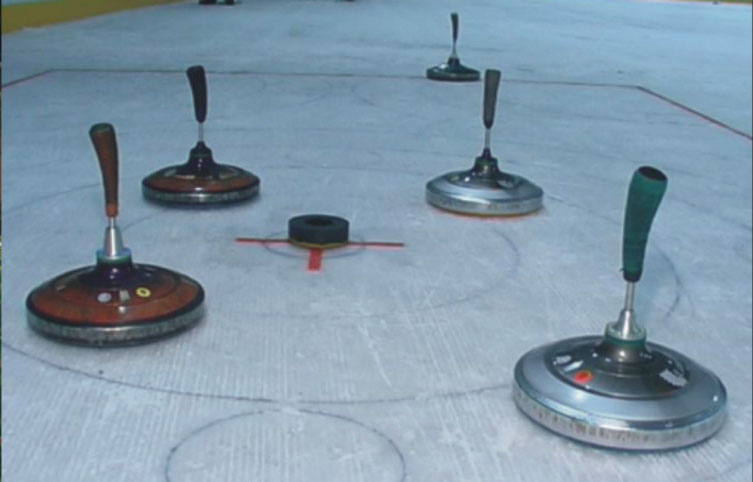
Stockar vid målet, en gummitrissa.

Isstock eller isstocksskjutning, också känt som bayersk curling, är ett curlingliknande spel som ibland spelas på asfalt men vanligast på is. Spelet är vanligast i Mellaneuropa i länder som Tyskland och Österrike. Deltagarna i spelet låter sina stockar glida över isen och försöker antingen komma närmast ett mål, eller för att se vem som kan få stocken att glida längst.

## Regler
Stocken är en 28 cm i diameter stor glidplatta, som väger 5 kg, med en 30 cm lång, fastsatt pinne. Plattorna finns i flera färger: grön, svart, grå, gul och blå. Den gröna plattan är tillverkad av gummi och är mycket snabb på isen, medan den blå är gjord av mjukt gummi och är mycket långsam.
Den vanligaste spelformen är att försöka låta sin stock komma närmast ett förutbestämt mål, en gummitrissa (gummikloss) placerad 28 meter bort. Detta mål, som omges av ett 6x3 meter stort målområde, finns i båda ändar av spelplanen (i likhet med tävlingsplanen i curling). Detta tävlas i antingen i lag eller individuellt, och dessutom förekommer långskjutning. Rekordet vid långskjutning är 567 meter.
Vid lagspel tävlas det mellan två lag med vardera två spelare.
Isstock har till skillnad från curling inga lagmedlemmar som sopar banan för att påverka friktionen. 

## Historia
Idrotten utövades på 1500-talet i länderna vid Alperna. Den första avbildningen av isstock är gjord av den nederländske 1500-talskonstnären Pieter Brueghel den äldre (Jägarna i snön från 1565), men troligen är sporten äldre än så. Sonen Pieter Brueghel den yngre inkluderade isstocksspelande i sin snarlika Winterlandschap met vogelval (1631).
Det dröjde länge innan sporten blev organiserad, och den äldsta ännu existerande föreningen kom till 1875 i Österrike. Ett tyskt isstocksförbund bildades 1934, och tyska mästerskap inleddes från 1936.
De första Europeiska mästerskapen hölls 1951 efter det att det Internationella Isstocksförbundet (engelska: International Federation Icestocksport, IFI, baserat i Tyskland) hade bildats året före. Det första världsmästerskapet avgjordes 1983. Totalt är det ett 40-tal länder som spelar isstock, och 2013 hade IFI 41 medlemsnationer.
Sporten har varit uppvisningssport vid två Olympiska vinterspel, 1936 och 1964.

### Danmark
Sporten introducerades 1987 i landet, och två år senare arrangerades det första nordiska mästerskapet. Den enda klubben är från Hvidovre.

### Sverige
Det första svenska mästerskapet i isstock arrangerades 1978.
Antalet utövare i Sverige är få. Svenska Isstocksförbundet (bildat 1978) är medlem i det Internationella Isstockförbundet, IFI. I Sala spelas isstock 2–3 gånger per år intill Måns Ols Utvärdshus på sjön Långforsen, och tävlingarna administreras av Måns Ols Kägelbanesällskap.

## Galleri

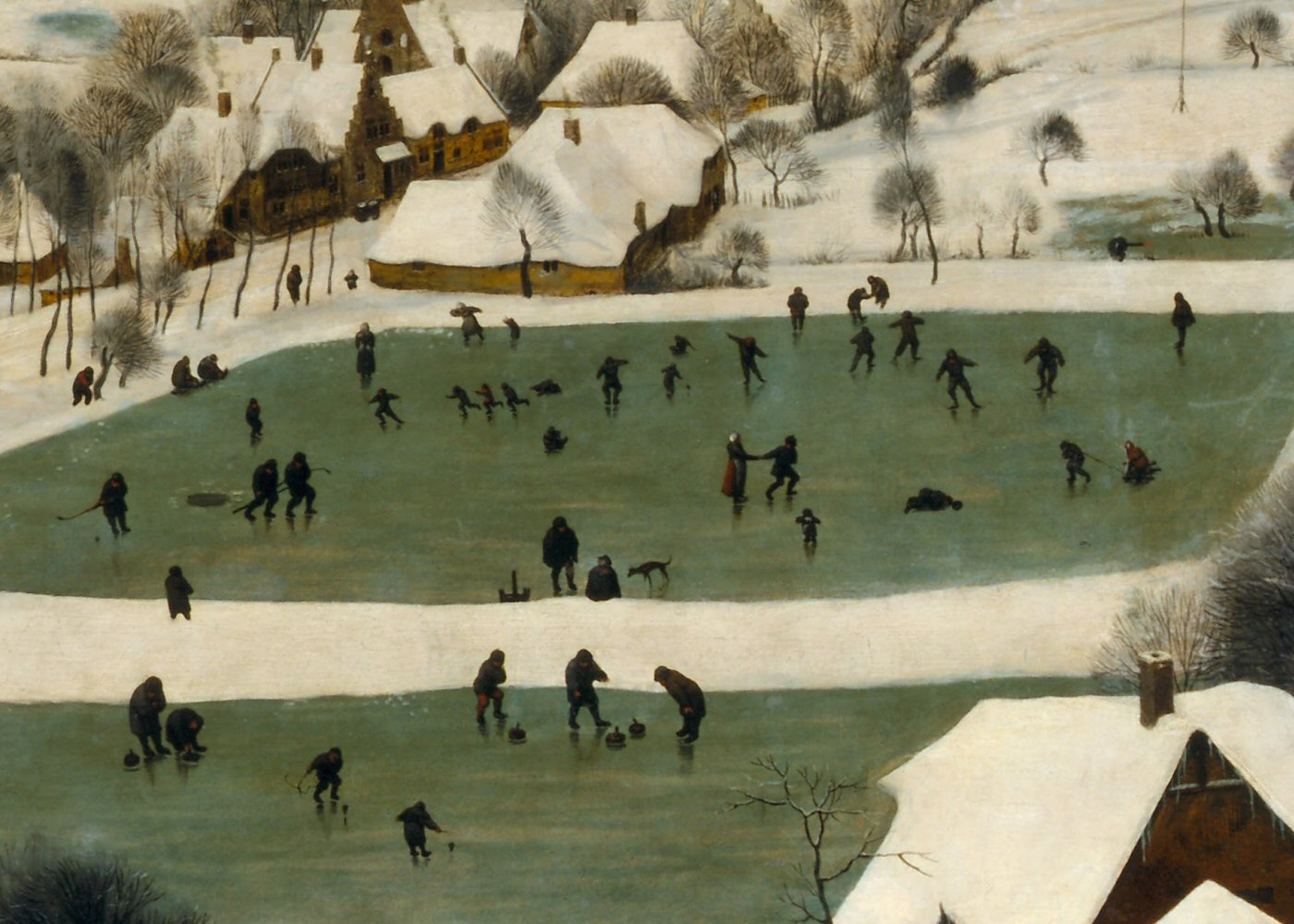
Utsnitt ur Jägarna i snön (1565), med tre isstocksspelare.
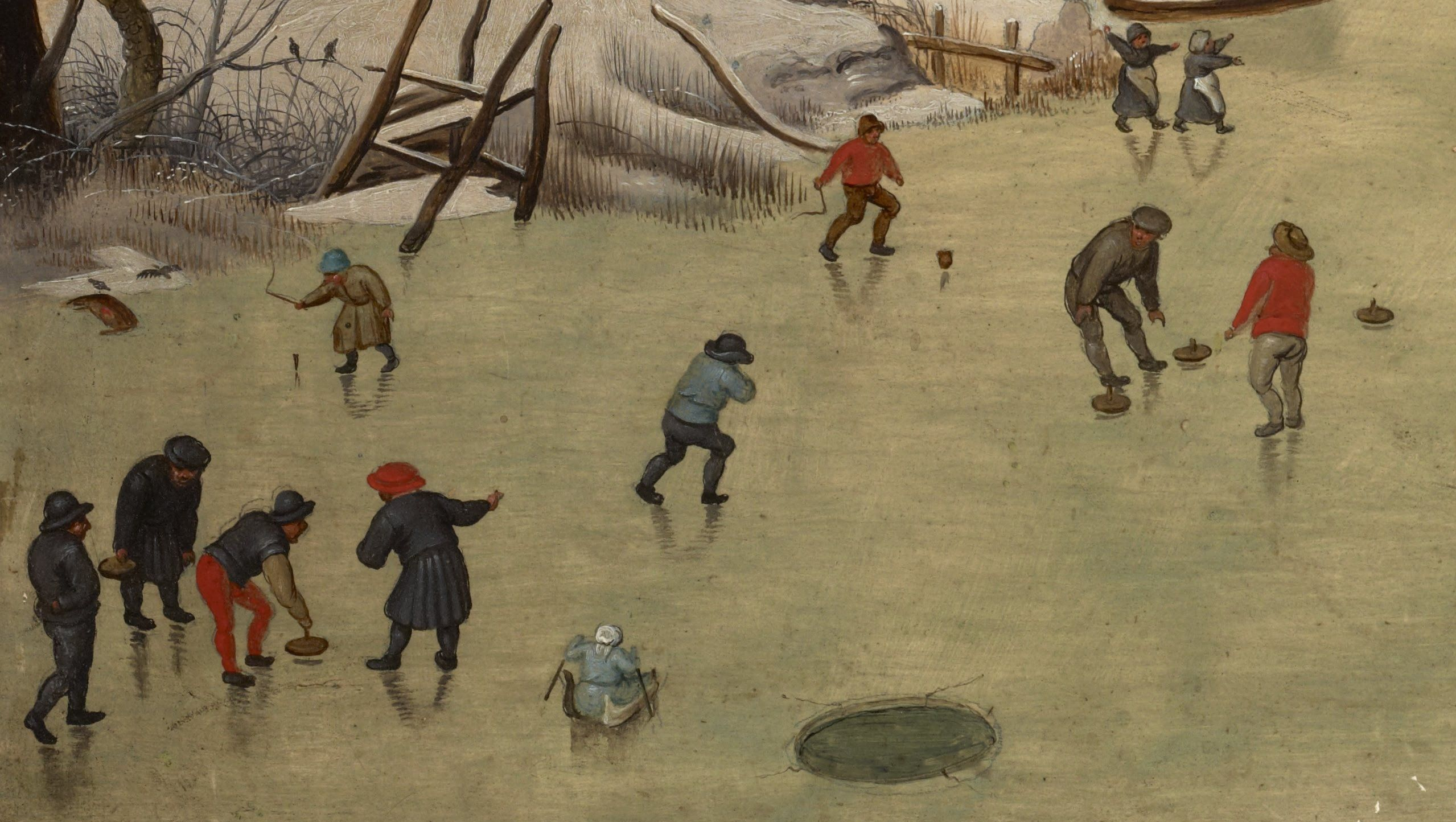
Utsnitt ur Winterlandschap met vogelval av (1631).
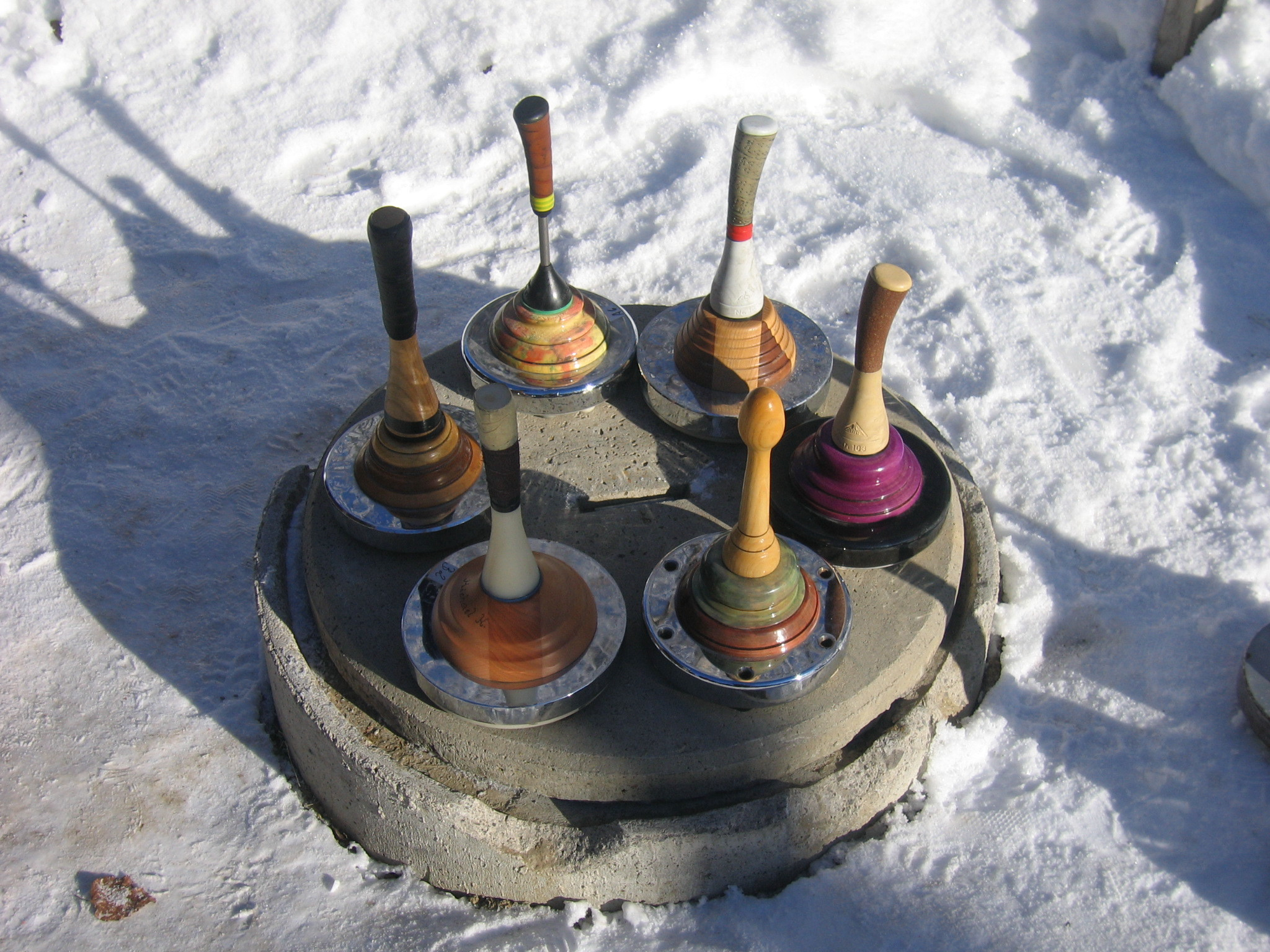
Isstockar.
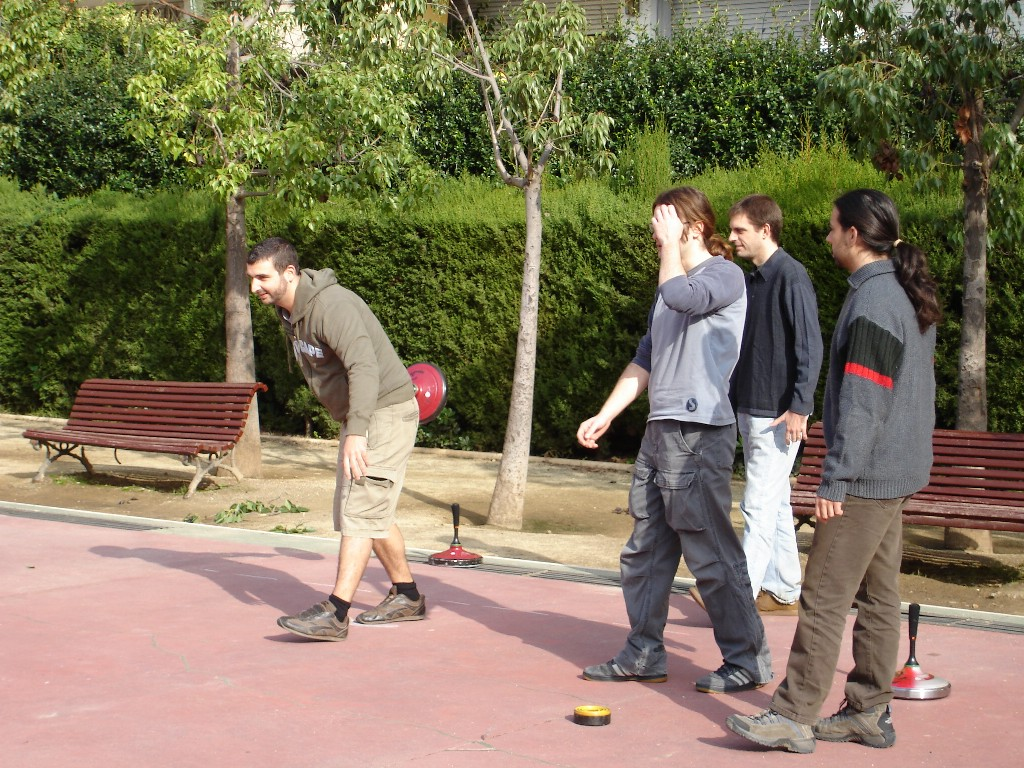
Isstock kan även spelas på asfalt.